# NetVista

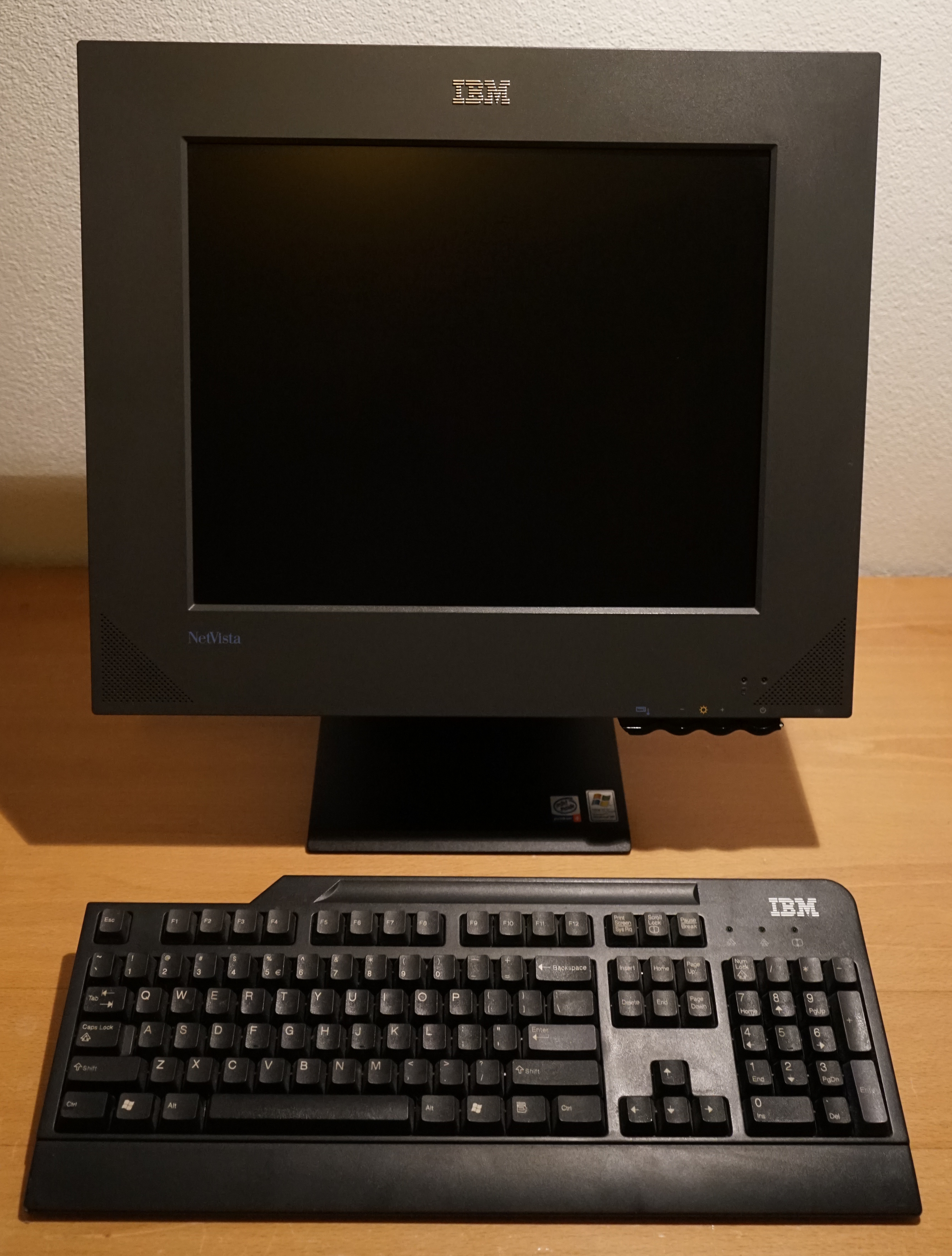
IBM NetVista X41

NetVista（ネットビスタ）は、IBMが2000年から発売した、法人向けのパーソナルコンピュータのシリーズである。前身はIBM PC Series、後継はThinkCentre。

## 名称
IBMは1995年よりネットワーク・セントリック・コンピューティングを提唱した。1990年代の類似のネーミングを持つ製品には「IBM Network Printer 12, 17, 24」（後継は IBM Infoprint）などがある。

## 概要
NetVistaはIBM PC SeriesのIBM PC 300/700シリーズの後継だが、700シリーズでは一部残っていたMCA搭載モデルは消え、PentiumやPCI搭載の、一般的なPC（PC/AT互換機）となった。このためIBM PS/2で強めた独自路線から、IBM PC以来のオープン路線に完全復帰した形となった。
NetVistaでの特徴として、モデルにより上部への排熱、セキュリティチップ内蔵、省スペースモデル設定などがされた。

## モデル
主なモデルは以下がある。
- NetVista X40 （2000年7月、Pentium III、PCI、デスクトップ）
- NetVista A40/A40p （2000年7月、Pentium III、PCI、デスクトップ）
- NetVista A21 （2001年8月、Pentium III/Celeron、PCI、デスクトップ）
- NetVista A22 （2002年4月、Celeron、PCI、デスクトップ）
- NetVista A30p （2002年7月、Pentium 4、PCI、ミニタワー）
- NetVista M41 （2002年2月、Pentium 4、PCI、デスクトップ）
- NetVista M42 （2002年7月、Pentium 4、PCI、デスクトップ）
- NetVista M41 Slim （2002年2月、Pentium 4/Pentium III/Celeron、PCI、スリム型デスクトップ）
- NetVista M42 Slim （2002年7月、Pentium 4/Celeron、PCI、スリム型デスクトップ）
  - M42 Slimの最終モデルは2005年10月